# Sălătruc, Cluj
Sălătruc este un sat în comuna Cășeiu din județul Cluj, Transilvania, România.